# F. Gwynplaine MacIntyre

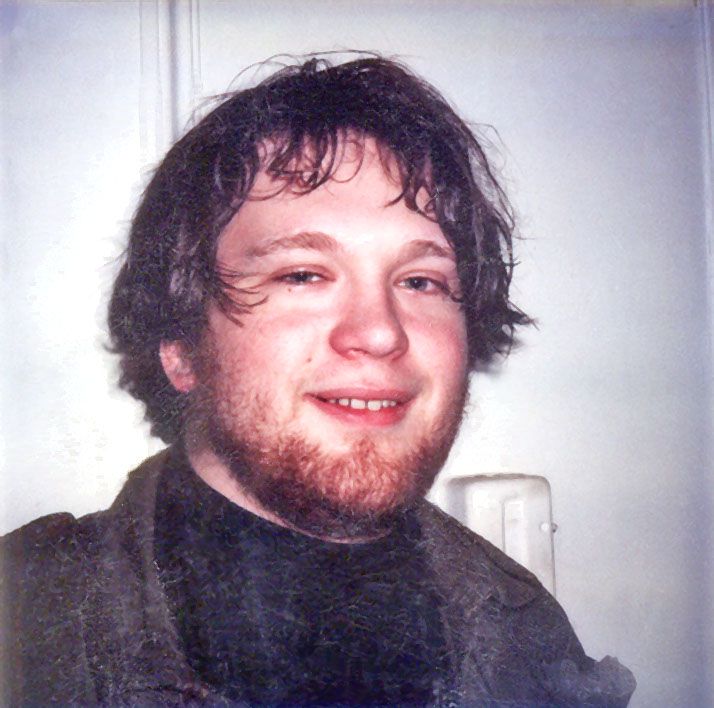
F. Gwynplaine MacIntyre (2004), retuschiert

Fergus (auch Feargus) Gwynplaine MacIntyre (* 1948 in Perthshire, Schottland; † 25. Juni 2010 in Brooklyn, New York City) Spitzname Froggy, war ein britischer Journalist, Autor, Poet und Illustrator.

## Biografie
Über den Hintergrund, das frühe Leben oder die Familie von MacIntyre ist wenig bekannt. Während seines ganzen Lebens erzählte er verschiedene Geschichten über seine Familie, seinen Geburtsort und seine Kindheit, die unbelegt bleiben. MacIntyre erzählte Menschen oft, er sei Waise aus einer schottischen Familie und in einem australischen Waisenhaus und einem Kinderarbeitslager aufgewachsen. Er verwendete die Aliase Paul Grant Jeffery, Timothy / Tim C. Allen, Oleg V. Bredikhine und den Spitznamen Froggy. Ein Bekannter im Teenageralter behauptete jedoch, der junge MacIntyre habe damals mit einem klaren New Yorker Akzent aus Long Island oder Queens gesprochen und Fragen zu seinen Behauptungen ausländischer Herkunft aufgeworfen. Ein anderer Bekannter, der MacIntyre in seinen Zwanzigern kannte, erinnerte sich daran, dass er immer noch mit amerikanischem Akzent sprach und den Namen Jeremy MacIntyre verwendete. Ein Bekannter erinnert sich, dass MacIntyre als Grund für das "Gwynplaine" in seinem Namen den Film The Man Who Laughs nach dem Roman L'Homme qui rit von Victor Hugo nannte, in dem der Titelcharakter Gwynplaine ein permanentes Lächeln hatte, das chirurgisch in sein Gesicht geschnitzt wurde. MacIntyre gab an, dass er sich mit Gwynplaine identifiziert und den Namen daher als Teil seines eigenen gewählt habe.
Zu MacIntyres Schriften gehört der Science-Fiction-Roman The Woman Between the Worlds und seine Anthologie von Versen und Humorstücken MacIntyre's Improbable Bestiary. Es ist bekannt, dass MacIntyre als nicht im Abspann veröffentlichter Ghostwriter mehrere andere Bücher geschrieben oder mitgeschrieben hat, darunter mindestens einen Roman in der Reihe Tom Swift IV, The DNA Disaster, unter dem Verlagspseudonym Victor Appleton, aber mit MacIntyres Namen auf der Bestätigungsseite.
Am 25. Juni 2010 setzte MacIntyre seine Wohnung in Brooklyn in Brand und seine Leiche wurde später dort gefunden.

## Schaffen

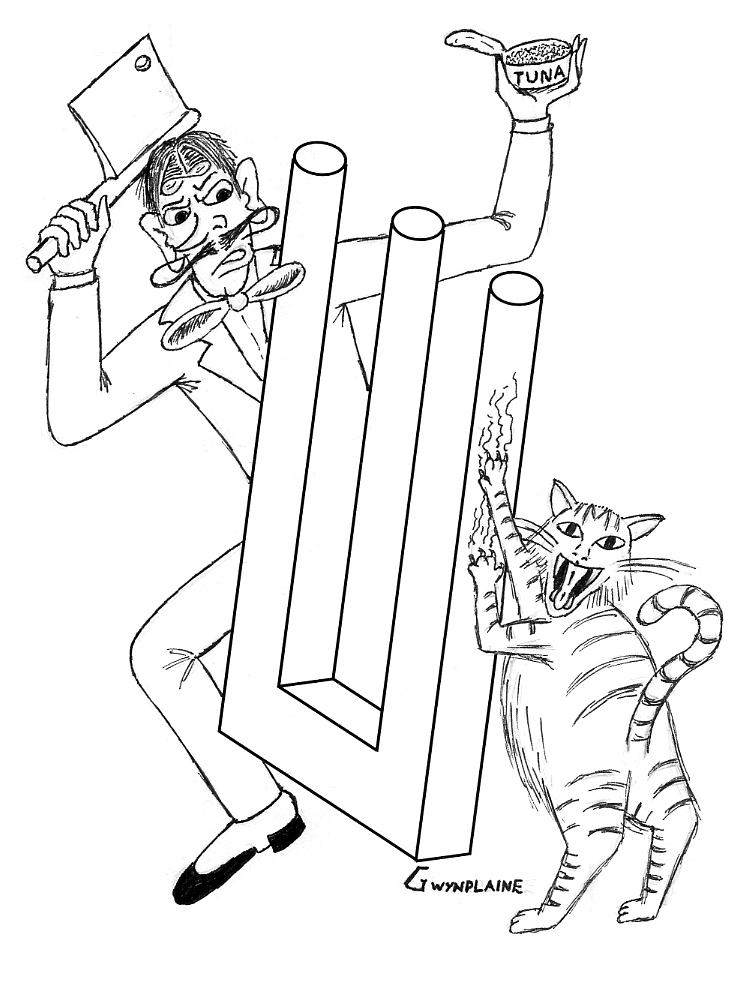
Abbildung aus „Schrödingers Cat-Sitter“

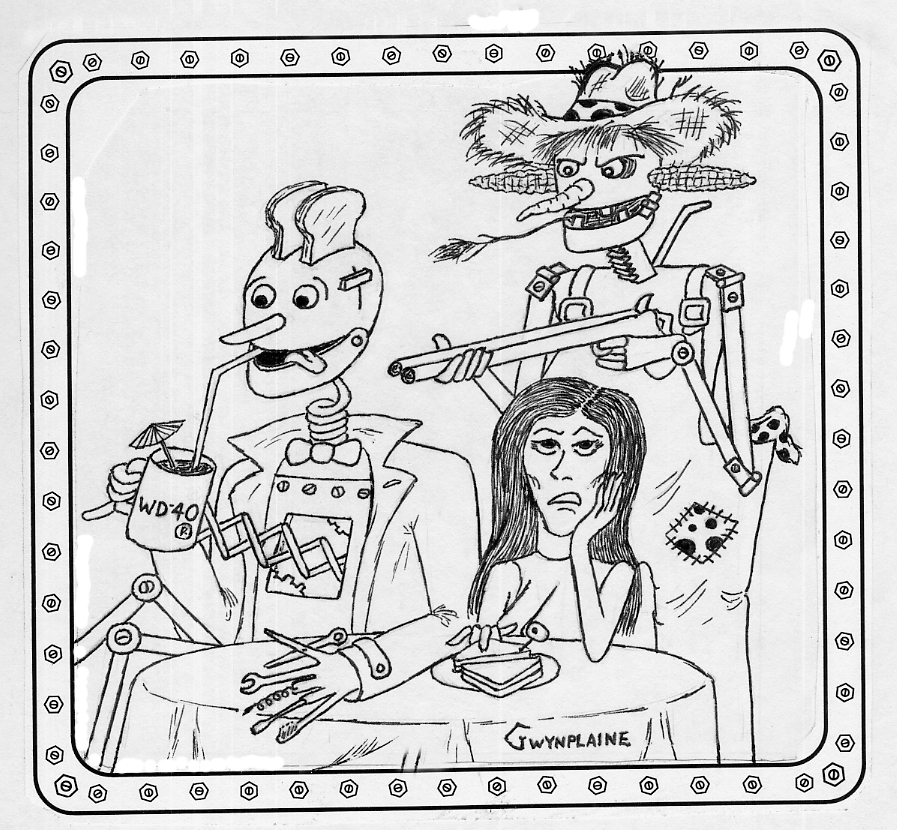
MacIntyres Illustration von Ron Goularts Story The Robot Who Came to Dinner in der Analog-Ausgabe Juli–August 2002.

In den 1970er Jahren arbeitete MacIntyre für einen Verlag für pornografische Romane in Manhattan. Die Mitarbeiter erhielten 175 US-Dollar pro Woche und sollten in dieser Zeit einen ganzen pornografischen Roman sowie ein Kapitel für ein pornografisches Buch im Zusammenstellungsformat produzieren, das angeblich aus den Fällen eines Dr. Lamb zusammengestellt wurde.
Obwohl MacIntyre professionell viele Sachbücher und Literatur veröffentlicht hat, ist er am besten als Autor der Genres Science-Fiction, Fantasy, Horror und Mystery bekannt. Viele seiner Kurzgeschichten wurden in Weird Tales, Analog, Asimov's Science Fiction, Amazing Stories, Absolute Magnitude, Interzone, The Strand Magazine und zahlreichen Anthologien, wie Terry Carrs Best Science Fiction of the Year #10, Michael Reaves und John Pelans Mystery/Horror Anthologie Shadows Over Baker Street, James Robert Smith und Stephen Mark Raineys Horror Anthologie Evermore, und Stephen Joness The Mammoth Book of Best New Horror.
Für Mike Ashleys The Mammoth Book of Historical Detectives (1995) schrieb MacIntyre die Kurzgeschichte Death in the Dawntime, ein Rätsel um den verschlossenen Raum in Australien um 35.000 v. Chr. angesiedelt, was Herausgeber Mike Ashley als das am weitesten in der Vergangenheit spielende historische Whodunit bezeichnete.
Ein Merkmal von MacIntyres Schriften, sowohl Belletristik als auch Sachbücher, ist seine Vorliebe, neue Wörter zu prägen und obskure Wörter wiederzubeleben. Die Sprachbehörde von William Safire erkannte MacIntyres Neologismus von "Clintonym" an und zitierte seine historische etymologische Forschung.
MacIntyre veröffentlichte nicht nur Science-Fiction in Analog, sondern trug auch als Künstler zu dieser Zeitschrift bei und illustrierte seine eigenen Geschichten und eine von Ron Goulart.
MacIntyre schrieb eine beträchtliche Anzahl von Buchbesprechungen für The Magazine of Fantasy & Science Fiction. In der Juli 2003-Ausgabe dieses Magazins erwähnte MacIntyre, dass er mit der Frau des schottischen Autors Eric Linklater verwandt war. Dieses Eingeständnis ist bedeutsam, da MacIntyre (in Interviews und auf Science-Fiction-Conventions) festgestellt hatte, dass er sich von seiner missbräuchlichen Familie entfremdet hatte und sie nicht anerkannte.
Er hatte seinen Namen legal geändert. "Fergus MacIntyre" war daher sein gesetzlicher Name, aber nicht sein Geburtsname. Er hatte bestätigt, dass er den Namen nach dem Protagonisten aus Victor Hugos Roman The Man Who Laughs gewählt hatte.
MacIntyre behauptete, umfangreiches Drehbuchmaterial zu einem Dokumentarfilm über die Schauspielerin Theda Bara aus dem Jahr 2006 beigetragen zu haben. Er behauptete, seine Beiträge beinhalteten den Titel des Films, The Woman with the Hungry Eyes:,  und ein Interview, das er mit dem Autor Fritz Leiber geführt hatte. Er ist nur im Abschnitt "Special Thanks" des Abspanns aufgeführt. MacIntyre behauptete, vertraglich daran gehindert worden zu sein, als Drehbuchautor erwähnt worden zu sein.

## Gesetzesverstoß
Im Jahr 2000 wurde MacIntyre verhaftet, nachdem eine Nachbarin sagte, er habe sie mit Klebeband auf einem Stuhl festgeklebt, ihren Kopf rasiert und sie schwarz lackiert. Er bekannte sich später der Misshandlung in einem minderschweren Fall schuldig.

## Tod
In den Monaten vor seinem Tod wurde MacIntyre zunehmend depressiv und verzweifelt. Er schickte Massen-E-Mails an Freunde, in denen er davon sprach, von seiner Kindheit geplagt zu werden (er würde seine Familie als „zutiefst böse Menschen“ bezeichnen), und verwies auf Selbstmord. Er hatte auch seinen Nachtjob als Drucker verloren und behauptete, gesundheitliche Probleme einschließlich Synästhesie zu haben. Einen Tag vor seinem Tod veröffentlichte MacIntyre eine Rezension des deutschen Science-Fiction-Films Metropolis von 1927 mit dem Titel "Mein Lieblingsfilm, meine letzte Rezension" auf der IMDb.
Am 24. Juni 2010 wurde die Polizei in MacIntyres Wohnung in Bensonhurst gerufen, nachdem ein Freund eine Massen-E-Mail von MacIntyre erhalten hatte, die auf einen Selbstmord hindeutete. Sechs Polizisten entfernten MacIntyre gewaltsam aus der Wohnung, als er schrie, er wolle sterben und "alle im Gebäude mitnehmen". Er wurde zur psychiatrischen Untersuchung ins Coney Island Hospital gebracht und Stunden später entlassen. MacIntyre kehrte in seine Wohnung zurück und verschickte eine wütende Massen-E-Mail, in der er die Person tadelte, die die Polizei gerufen hatte. Gegen 9:30 Uhr am 25. Juni steckte MacIntyre, der lange Zeit Horter war, den Inhalt seiner Wohnung in Brand. Das Feuer verschlang das Gebäude schnell und es dauerte mehr als eine Stunde, bis die 60 Feuerwehrleute es gelöscht hatten. MacIntyres Leiche wurde später unter den verbrannten Trümmern gefunden. Er war der einzige Todesfall, alle anderen Bewohner wurden lebend evakuiert. Nach seinem Tod meldete sich MacIntyres Bruder und erklärte, dass MacIntyres Lebensgeschichte tatsächlich erfunden worden sei, gab jedoch keine Details zu seiner realen Geschichte oder den Gründen für seine Vortäuschungen bekannt.

## Bibliografie

### Roman
- The Woman Between the Worlds, Dell 1994

### Storysammlungen
- MacIntyre's Improbable Bestiary, Wildside Press / Zadok Allen 2001

### Kurzgeschichten
- For Cheddar or Worse, 1980
- Martian Walkabout, 1980
  - Die Mannesprobe, 1981
- Isle Be Seeing You, 1982
- The Prisoner of Gravity, 1984
- The Man Who Split in Twain, 1986
- The Ones Who Turn Invisible, 1988
- The Minds Who Jumped, 1995
- Reliquary, 1996
- Teeny-Tiny Techno-Tactics, 1997
- Mother-of-All, 1997
- The Enigma of the Warwickshire Vortex, 1997
- Beddy-Bye, 1998
- The Unpleasantness at the Baloney Club, 1998
- An Actor Prepares, 1999
- The Adventure of Exham Priory, 2003
- Tableaux, 2005
- Sundowner Shelia, 2006
- The Clockwork Horror, 2006
- Another Fine Messiah, 2010
- World Without End, 2010
- Hell to Pay, 2012